# Kanton Limay
Der Kanton Limay ist seit 1790 ein französischer Wahlkreis im Arrondissement Mantes-la-Jolie im Département Yvelines und in der Region Île-de-France; sein Hauptort ist Limay.

## Gemeinden
Der Kanton besteht aus 20 Gemeinden mit insgesamt 58.148 Einwohnern (Stand: 1. Januar 2022) auf einer Gesamtfläche von 155,99 km²:
| Gemeinde                | Einwohner 1. Januar 2022 | Fläche km² | Dichte Einw./km² | Code INSEE | Postleitzahl |
| ----------------------- | ------------------------ | ---------- | ---------------- | ---------- | ------------ |
| Brueil-en-Vexin         | 667                      | 7,34       | 91               | 78113      | 78440        |
| Drocourt                | 556                      | 3,84       | 145              | 78202      | 78440        |
| Épône                   | 6.778                    | 12,77      | 531              | 78217      | 78680        |
| Follainville-Dennemont  | 2.178                    | 9,69       | 225              | 78239      | 78520        |
| Fontenay-Saint-Père     | 955                      | 13,06      | 73               | 78246      | 78440        |
| Gargenville             | 7.848                    | 8,67       | 905              | 78267      | 78440        |
| Guernes                 | 1.085                    | 8,54       | 127              | 78290      | 78520        |
| Guitrancourt            | 642                      | 7,32       | 88               | 78296      | 78440        |
| Issou                   | 3.858                    | 4,80       | 804              | 78314      | 78440        |
| Jambville               | 777                      | 4,81       | 162              | 78317      | 78440        |
| Juziers                 | 4.040                    | 9,88       | 409              | 78327      | 78820        |
| La Falaise              | 616                      | 3,00       | 205              | 78230      | 78410        |
| Lainville-en-Vexin      | 807                      | 7,67       | 105              | 78329      | 78440        |
| Limay                   | 17.584                   | 11,48      | 1.532            | 78335      | 78520        |
| Mézières-sur-Seine      | 3.874                    | 10,42      | 372              | 78402      | 78970        |
| Montalet-le-Bois        | 321                      | 3,01       | 107              | 78416      | 78440        |
| Oinville-sur-Montcient  | 1.113                    | 3,87       | 288              | 78460      | 78250        |
| Porcheville             | 3.167                    | 4,62       | 685              | 78501      | 78440        |
| Sailly                  | 335                      | 5,45       | 61               | 78536      | 78440        |
| Saint-Martin-la-Garenne | 947                      | 15,75      | 60               | 78567      | 78520        |
| Kanton Limay            | 58.148                   | 155,99     | 373              | 7807       | –            |

Bis zur Neuordnung bestand der Kanton Limay aus den 17 Gemeinden Brueil-en-Vexin, Drocourt, Follainville-Dennemont, Fontenay-Saint-Père, Gargenville, Guernes, Guitrancourt, Issou, Jambville, Juziers, Lainville-en-Vexin, Limay, Montalet-le-Bois, Oinville-sur-Montcient, Porcheville, Sailly und Saint-Martin-la-Garenne. Sein Zuschnitt entsprach einer Fläche von 129,80 km2.

## Bevölkerungsentwicklung
| 1962   | 1968   | 1975   | 1982   | 1990   | 1999   | 2006   |
| ------ | ------ | ------ | ------ | ------ | ------ | ------ |
| 16.423 | 21.114 | 25.602 | 29.257 | 35.260 | 40.738 | 42.818 |